# 아비코마에역
아비코마에역(일본어: 我孫子前駅, あびこまええき)은 일본 오사카부 오사카시 스미요시구에 있는 난카이 전기철도 고야 선의 역이다. 역 번호는 NK54이다.

## 역 구조
상대식 승강장 2면 2선의 지평역이다. 승강장 유효 길이는 6량이다. 개찰은 행선지별 플랫폼마다 독립되고 있어 입장 후로부터 건너편으로의 이동은 어렵다. 역사는 오래된 모습을 띠고 있었지만, 2008년에 외장이 개수됨과 동시에 역사에 설치되었던 역명판도 최신의 것으로 교체되었다. 또한, 배리어 프리의 일환으로 2009년 2월 초에 상행 승강장이, 3월 초에 하행 승강장이 인상되었다.

### 승강장
| 번호 | 노선    | 방향 | 행선        |
| ---- | ------- | ---- | ----------- |
| 1    | 고야 선 | 하행 | 고야산 방면 |
| 2    | 고야 선 | 상행 | 난바 방면   |

## 역 주변
주위에는 슈퍼 마켓이나 파친코 점포 등이 보인다. 또한, 역명의 유래인 아비코 관음사는 도보로 20분 정도 걸리기 때문에 참예자의 상당수는 오사카 시영 지하철 미도스지 선 아비코역이나 JR 한와 선 아비코초역을 이용한다.
- 오사카 시립 대학 스기모토 캠퍼스
- 나니와 고등학교・중학교
- 오사카 백두 학원(건국학원)
- 오사카 시립 야마토가와 중학교
- 오사카 시립 오리오노 초등학교
- 오사카 시립 야마노우치 초등학교
- 오사카 시립 오사카미나미 시각 지원학교
- 스미요시 야마노우치 우체국
- 스미요시 오리오노 우체국

## 역사
- 1912년 10월 10일: 고야 등산 철도의 "아비코마에"로, 와카미야(스미요시히가시 역 사이에 있던 임시역, 1917년 폐역) ~ 사카이히가시 사이에 역 신설.
- 1915년 4월 30일: 회사명 변경에 의한 오사카 고야 철도역이 됨.
- 1922년 9월 6일: 회사 합병으로 난카이 철도의 역이 됨.
- 1944년 6월 1일: 회사 합병으로 긴키 닛폰 철도의 역이 됨.
- 1947년 6월 1일: 노선 양도로 인한 난카이 전기철도의 역이 됨.

## 인접역
| 난카이 전기철도 고야 선 | 난카이 전기철도 고야 선 | 난카이 전기철도 고야 선           |
| ----------------------- | ----------------------- | --------------------------------- |
| NK53 사와노초 난바 방면 | ■ 각역정차              | 아사카야마 NK55 고쿠라쿠바시 방면 |